# 清军

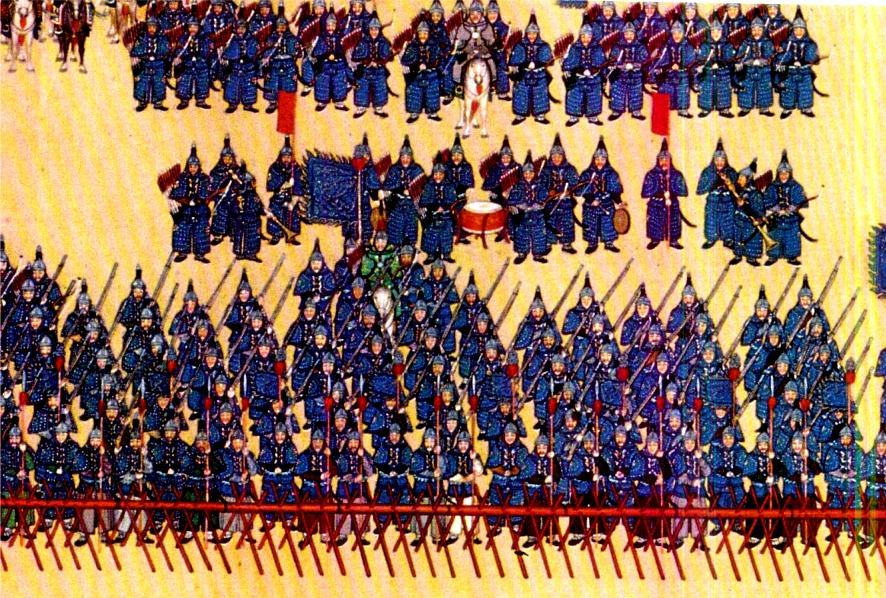
《乾隆大阅图》中的正藍旗满洲兵

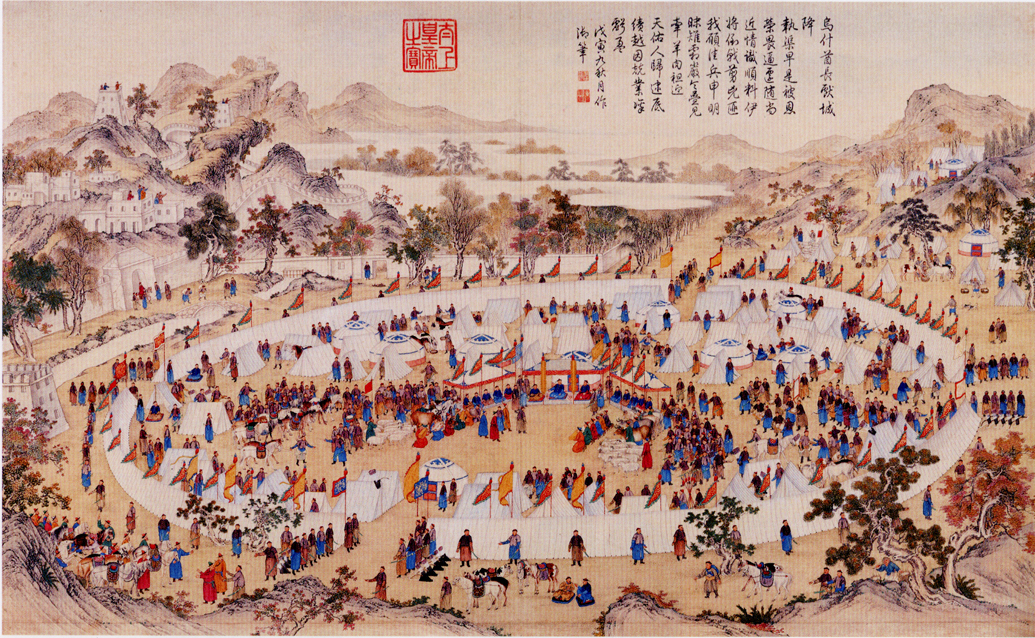
《烏什酋長獻城降圖》描繪乾隆二十三年（1758年）平定大小和卓之亂時，烏什酋長霍集斯開城歸降之情形。

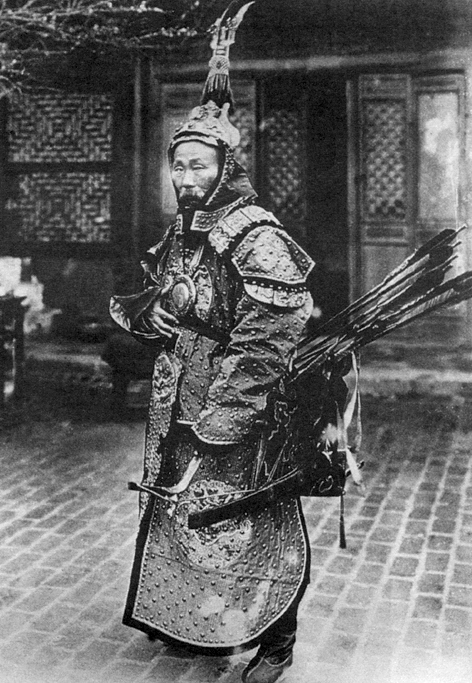
苏元春（1844年—1908年）清军将領裝束，清末湘军名将，广西提督。

清军、清兵、清朝军队指，自1616年努尔哈赤称汗建国后金至1912年清帝逊位时，清朝政府所有及效忠于它的武装力量。兵种以陆军为主，兼有清朝水师，以及清末的空中部队。

## 历史

### 兴起
1601年（明万历二十九年），努尔哈赤将其部分为四旗。1615年时扩建为八旗，是为八旗制度初建。1616年，努尔哈赤称汗自立，建国后金。所谓八旗制度，乃军政合一、兵民合一。旗民以兵为业，世代为兵。成为清朝军事之核心。
1618年（万历四十六年），努尔哈赤以“七大恨”誓师讨明。1619年〔万历四十七年〕，于萨尔浒之战以6万八旗击败明军12万，是中国史上著名的以少胜多的战役。1626年，努尔哈赤于宁远一役中遭明军重创，不久逝世。努尔哈赤的继承人皇太极继续征明，却再次于宁远惨败。只得开辟第二战场，屡次南侵，同时进一步推广八旗制度，征服漠南蒙古察哈尔部，收降明朝降将，建立起蒙古八旗与汉军八旗。
八旗制度是清代特有的一種組織形式和軍事制度。旗人包括旗下士兵和戶籍被編制在八旗軍隊中的家庭成員。與全國範圍內由各級官府管轄的民人（普通百姓）不同，旗人由各地八旗駐防將軍或都統管轄，並擁有一定的社會地位。清代旗人「不分民族，但問在旗」。儘管八旗有滿洲、蒙古、漢軍之分，但他們都是基於同一套制度之下，因此差異不大。
旗人的身份絕大多數情況下終身不變，所屬旗籍亦基本世代固定。旗人因戰功而獲得的職位可以世代承襲，例如，每旗下屬的眾佐領通常都是世襲職位、健銳營的軍職也是旗人世襲。其所居之地若未經朝廷調換都是固定的。以京師八旗為例，兩黃旗住北城，兩白旗住東城，兩紅旗住西城，兩藍旗住崇文門和宣武門以裡。在非東北地區的駐防八旗（分佈在如杭州、成都等大城市）則設立「滿城」供旗人居住，與非旗人所居住之地相隔離，普通人甚至當地總督、巡撫均無權過問。旗人與非旗人之間按規定亦不能通婚，稱為旗民不結親。但事實上一定規模的旗民通婚卻從未中斷過，至道光之後，旗民通婚實質上被朝廷默許。直到光緒二十七年（1901年）十二月二十三日，慈禧太后發佈懿旨，才正式廢除了旗民不結親的習俗。
旗人不得務農或經營工商業，每月錢糧由朝廷供給，號稱「旱澇保收」的「鐵桿莊稼」。康熙年間定製：前鋒、護軍、領催，月餉4兩，馬兵3兩，年餉米46斛（23石）；步兵領催月餉2兩，步兵1兩5錢，年餉米22斛（11石），出兵時另有行糧。隨著清朝中後期旗下人口的增加，勢必不可能每一個人都能吃糧當兵，故未能當上兵的旗人就成為八旗閒散，過著游手好閒的生活。除了吃糧當兵之外，旗人還可以參加科舉。旗人有自己的專屬學校。宗室、覺羅有八旗覺羅學；內務府出身之人有咸安宮官學、景山官學；正身旗人有八旗官學。旗人根據自己地位的不同，進入相應的學校學習，之後參加科舉考試。
旗人有一套相對獨立的司法系統。旗人犯罪由特定機關審理。京師普通旗人由步軍統領衙門審理、皇親國戚由宗人府審理、民事案件則由戶部現審處審理；地方官員可以審理當地涉及旗人的案件，但無權判決，只能提出審理意見，交由相應的審判機關——理事廳處理，理事廳是類似現在「軍地聯絡辦公室」之類的機構，專門負責協調八旗駐軍和地方關係，官員也都由旗人擔任。另外，旗人與非旗人同樣犯罪，同罪卻不同刑。《大清律例》規定：旗人犯了徒刑，一年只折合枷號五天。也就是說，非旗人犯了徒刑被判刑一年，同罪的旗人只要關五天就可以了。

### 入关战争與綠營
入关以后，八旗军无力驻防新近征服的领土，将收编汉人部队组成职业兵，为与八旗相区别，以绿旗为标志，以营为单位，故称绿营。
至于水师，与中国歷朝一样，清朝视水师为陆军之辅。加之满洲以骑射为本，故不善水战。入关初期，在对抗郑成功等海上抗清势力时，往往力不从心。1636年（天聪十年），皇太极征东海女真瓦尔喀部，即开始造战船。1651年（顺治八年），令沿江沿海各省循明制，各设水师，其编制与陆军一致。此为清设水师之始。内河防务以长江为主体，沿岸各设水师。海防上，因清初海禁，又防台湾郑氏等反清力量，以致海防废弛。即使在平定明郑后，仍受海禁影响，水师多以防御为主，缺乏攻击性战舰。
康熙时，清军先后平定三藩之乱（1673年1681年），远征台湾（1683年），1652年到1689年于雅克萨战役击败俄国，1696年平定噶尔丹。乾隆时，更有“十全武功”，清朝军事力量达到极盛。

### 衰弱与重组
入关之后，八旗享有种种政治、经济特权，赐与庄田，但大部分旗人不得务农，由国家给粮。八旗子弟往往安图享乐，又缺乏训练，几代之后，完全丧失了战斗精神。乾隆朝后，八旗腐化更为严重。入关时，八旗兵约十二万人，嘉庆时，已有二十万，加之家属，有一百五十万之多。因国家饷糈有限，致使旗人生计日艰。八旗遂成为国家一项沉重负担。
八旗腐化后，大小战事皆由绿营负责，三藩之乱时即以绿营为主力。乾隆嘉庆两朝，绿营总兵力达八十余万，成为全国军事支柱。但乾隆后国内太平已久，绿营本身也有种种弊病，其内部也逐渐腐化。
除八旗绿营腐化外，乾隆时宠信贪官和珅，军中官吏败坏，也削弱了军队的战斗力。1795年（乾隆60年），镇压苗民起义时，清军尚有战斗力，但清军统帅如福康安等却假传捷报，以军饷济私囊。1796年，川楚白莲教之乱爆发，正规军已无力作战，部分将领假传捷报，甚至屠杀平民以换战功，致使教乱一再扩大。
在镇压白莲教的战斗中，不熟悉地形且不善游击战的清军不得不依靠地方民团和雇佣兵。1799年清廷宣布承认地方民团。叛乱结束后，大约有万余地方民兵加入绿营。民团逐渐进入清帝国的正规军事体制之中。
太平天国运动（又称太平天国之乱）是清朝军事的分界点。1851年（咸丰元年）11月11日，洪秀全等人在广西金田宣布起义，到1853年太平军攻破江宁，改称“天京”，定都于此。战争初期清军失败的事实证明以现有的正规军击败叛乱是毫无希望的，地方官员便开始转而支持地方团练。
1852年12月，曾国藩就任湖南“团练大臣”，他整合了境内各支地方武装，组成后来被称为湘军的地方部队的核心。当1860年5月作为清军主力驻扎在南京城外的江南大营第二次被攻破后，湘军的重要性逐渐提高。清政府于1860年6月任命曾国藩为两江总督和钦差大臣，指挥长江下游的军事作战。同年，他的门生李鸿章受命于安徽淮河一带编练军队，1862年，这支被称之为淮军的部队正式投入战斗。
除湘军和淮军外，外国力量也加入了镇压太平天国的战斗。除组建中外混合部队如常胜军外，英法军队亦参加了一些战斗。而太平天国在天京事变后，元气大失，战局得以扭转。1864年〔同治三年〕，天京城破。太平天国运动的主力结束。
太平天国后，捻军仍流窜在华北，至1868年才被平定。1863年蒙古僧格林沁亲王在与捻军的战斗中死亡，曾李等人的勇营便成为惟一有能力镇乱的部队。同时，一大批新的勇营部队如豫军、东军、滇军、川军（与民国时的川军无关）也建立起来。地方营勇部队成为清王朝的军事支柱。
太平军时期外国武装的强大给曾李等将领以深刻的印象。1863年5月，在目睹了常胜军攻破太仓城（仅用了4个小时）后，李鸿章写信给曾国藩，宣称“西洋炸炮，战守攻具，天下无敌”，“若火器能与西洋相埒，平中国有余，敌外国亦无不足”。
洋务运动的兴起更促进了清朝军事的现代化。在这样的环境下，欧洲教官被聘请来帮助操练帝国军队，一些兵工厂也建立起来。清政府亦试图重振其八旗、绿营军。在中央，清政府扩大并改善了装备西方武器的神机营，力图使这只归朝廷直管的部队能胜任守卫京师的重任。地方上，清政府在广州（1863年至1866年）、福州（1865年至1866年）、武昌（1866年至1868年）三个城市聘用外国教官操练八旗和绿营。1866年清帝批准了在直隶大规模重新训练绿营的计划，最终组成了一支新的“练军”，这一计划在1871年被推广到各省。
清政府的努力并没有起到其预想的成效。在19世纪80年代，绿营军约有40余万人已经装备了较现代的武器，足以维持帝国内部的安宁，但在面对外部威胁时，勇营仍是能发挥作用的唯一工具。尽管神机营已有三万之众，但1870年天津教案后与法国关系紧张时，清廷不得不调集李鸿章的淮军来加强京师的防务。

### 建立新式海军的努力

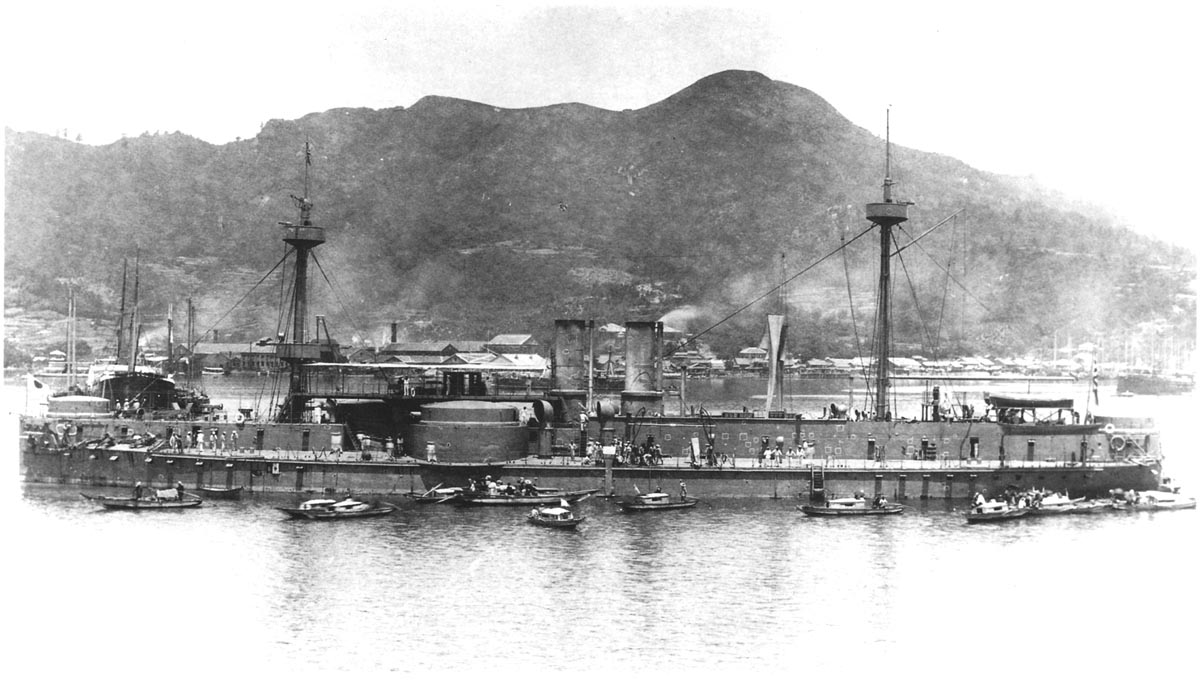
鎮遠鐵甲艦是當時北洋主力艦，也是亞洲少見的鐵甲巨艦之一。

嘉庆时由于东南沿海海盗泛滥，就有学者开始注意海防。鸦片战争后在面对西方炮舰时，清朝水师一战即溃的事实更令少数官员学者震惊，意识到东西差距。魏源在其《海国图志》中强调清政府应效仿西方建立起一支新的海军，著名科学家郑復光写出了《火轮船图说》以介绍西方军舰（收录于《海国图志》中）。
在镇压太平天国时，曾国藩为其湘军建立了附属的内河水师（1853年，咸丰三年），至1864年（同治三年），在曾国藩建议下，清廷成立“长江经制水师”，制提督一人。长江沿岸各地水师得以统一。
太平天国兴起时，西方国家不仅在陆军上也在海军给予清政府以帮助。1862年，清廷批准了由英国帮助清朝购买炮舰的计划。次年，一支八艘战舰组成的，由英国皇家海军阿思本（Sherard Osborne）上校指挥的舰队抵达中国，但却由于指挥权的争执，最后只得解散。这样中国海军的现代化就被推迟了。
直到洋务运动时，在地方疆臣的推动下，才开始有新建海军的动作。1866年，清政府在福州马尾成立总理船政事务衙门，以沈葆祯为船政大臣。同年，李鸿章要求其江南制造局建造炮舰。1868年8月，第一艘中国制造的蒸汽军舰“恬吉”号在南京下水。1869年，“万年青”（又称“万年清”）在福州下水。但由上海和福州制造的船只不仅在质量上无法与外国船只相比，就费用而言也比外国船只贵得多。到1875年，江南制造总局中止了其造船计划。于是李鸿章等官员便着手从国外买船。为人所熟知的定远、镇远两战舰即为外国制造（1880年向德国伏尔铿造船厂订造）。至1882年清王朝拥有约50艘西式战舰，其中半数为自造。
人事上，早在1867年即建立的福州船政学堂是新建海军最主要的军官来源。在沈葆桢和丁日昌离开船政局后，福州船政局开始衰落。作为代替，1880年，李鸿章在天津成立了天津水师学堂。后来又有张之洞1887年建立的广东水陆师学堂，曾国荃1890年于南京建立的南洋水师学堂。
1885年10月清政府宣布成立海军衙门，以醇亲王为总理大臣。海军衙门的成立并不意味着新式海军的统一。洋务运动中最终建立了四支舰队：受北洋大臣节制的北洋水师，受南洋大臣节制的南洋舰队，受福州船政局节制的福建水师，受两广总督节制的广东水师，但四只舰队互不统属，独立作战。其武器、船只、训练也各不相同。这一缺点在后来的几次战争中负面影响甚重。除管理外，另一个问题在财政上。当慈禧太后为了其豪奢的皇家宫殿和大寿而胡乱花钱时，海军衙门便成为其重要的经费来源。1891年清廷公然建议颐和园的建设款项应取自海防捐款和驻外使团专款。这样，在1890年后，作为海防主力的北洋水师即已“停购船械”了。李鸿章自己也称“自光绪十四年（1888年）后，并未添购一船。操演虽勤，战舰过少”。

### 沿海和西北的军事挑战
太平天国后，民族矛盾被进一步激化。云南（1856-1873年，又称为班赛叛乱）和陕甘地区（1862-1873年，又称为东干之乱）都爆发了回民叛乱。在新疆，情况更为严峻。在浩罕将军阿古柏入侵新疆前，清政府在在这里的统治早已一片混乱。

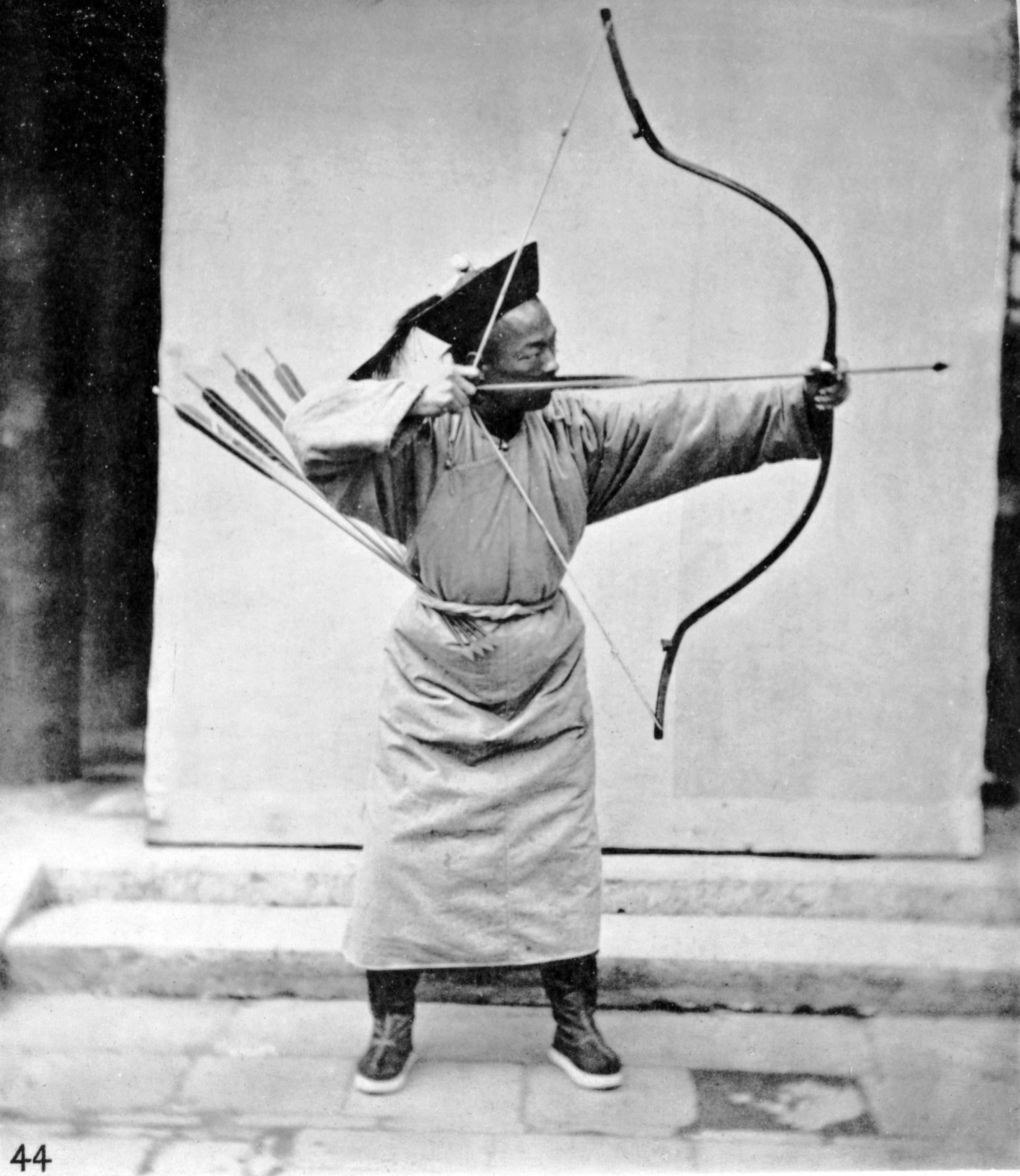
八旗射手

阿古柏于1865年入侵新疆，到1870年底，他已经取得了吐鲁番和迪化，控制全疆。与此同时，俄国军队在1871年出兵占领了伊犁。在清朝军队能够开进新疆之前，还必须打败陕甘的叛军。钦差大臣左宗棠在1867年抵达陕西，直到1873年才肃清这里的叛军。由于清廷决策的问题以及运输线路和军费的安排，左宗棠在1876年才实际向新疆发兵。
在清军强大的攻势下，阿古柏的王国迅速地瓦解。左宗棠本人的战略决策是取胜的重要原因，清军装备的现代武器也尤为重要。相反，他的对手此时已经十分虚弱。事实上，阿古柏的军队士气很低，而征税官员的暴政也在民众中激起了不满情绪，浩罕在1876年被俄国吞并则使他失去了主要的外援。清军收复吐鲁番后不久，阿古柏在库尔勒死去，他的王国马上四分五裂。到1878年清军已经收复了除伊犁外的全部失地。经过漫长的谈判后，1881年俄国归还了伊犁。
新疆之战胜利后，接着的中法战争（1883-1885年）是对清王朝洋务运动时新式陆海军计划的第一次外部考验。战争是因法国入侵清朝藩属的安南而引发的。尽管陆战上刘永福的黑旗军在东京取得了一系列胜利，刘铭传在台湾击退了法军。但清朝却在海战上一败涂地，福建水师的22艘战舰连同著名的马尾船厂不到一个小时就被法国海军少将孤拔摧毁（1884年8月23日）。就连清军在越南取得的许多胜利，都是有夸大之嫌的：在越南战场上清军的伤亡经常是法军的数倍。最终，僵持不下的双方于1885年6月议和。
中法战争暴露出了清朝军事体制的弊漏。领导层的优柔寡断和举棋不定是战败的主要原因。海军的混乱也是值得注意的，战后清廷建立了海军衙门，试图解决这一问题。另外，中法战争也让清廷意识到台湾的重要性，战后于台湾建省，由守台有功的刘铭传任巡抚。安南的丧失也反映了清帝国的虚弱。英国于次年入侵缅甸，强迫这个清朝的朝贡国成为它的保护国。1894年日本也出兵朝鲜，甲午战争爆发。
战争中清军节节败退。日本军队只用了一个多月就进军到平壤（1894年9月15日），控制了朝鲜半岛，并迅速入侵东北，于11月21日攻陷旅顺港。在海上，日本联合舰队在鸭绿江口的黄海海战中决定性地击败北洋水师（9月17日），取得了制海权。随即向山东、台湾增兵，最后，北洋水师母港威海卫沦陷（1895年1月10日），清朝败局已定，被迫签定《马关条约》。
甲午战争的惨败标志着30年洋务运动的失败。在战前，国际社会相对看好清朝，但日本迅速的攻势打破了人们的幻想。日本自明治维新以来，现代化进程已远超过中国，1872年建立的现代征兵制激发了国民意识，1878年成立的参谋本部以及铁路网的修建也加强了日军的作战能力。相反中国方面显得相当落后，中央和地方决策不一，行动迟缓，也没有大规模的动员，作战几乎全凭李鸿章一人。而作为主力的北洋水师尽管规模巨大，但训练和装备都与日军有很大差距。事实上，战前李鸿章自己都认为战胜日本人的把握很小，即所谓“自守有余，作战则颇不足”。

### 清末的改革
在1898年6月短暂的戊戌变法中，有过关于军事改革的建议，维新派要求训练一支现代化的陆海军，组织团练并建立保甲制度。变法的失败使得这些提议都只能停留在纸面上，在重新掌权的守旧派影响下，排外的情绪被激起。朝廷决定支持排外的秘密团体义和团。在朝廷的默许下，拳民开始袭击外国人并毁坏铁路和教堂等设施。到了1900年，局势的混乱使得列强惊慌失措。最后，欧洲海军分遣队在天津登陆，清廷随即对各国宣战（6月21日）。到8月14日，八国联军已攻下北京，救出了被困的使馆人员，而帝国朝廷则逃离京师，之后被迫签订《辛丑条约》。

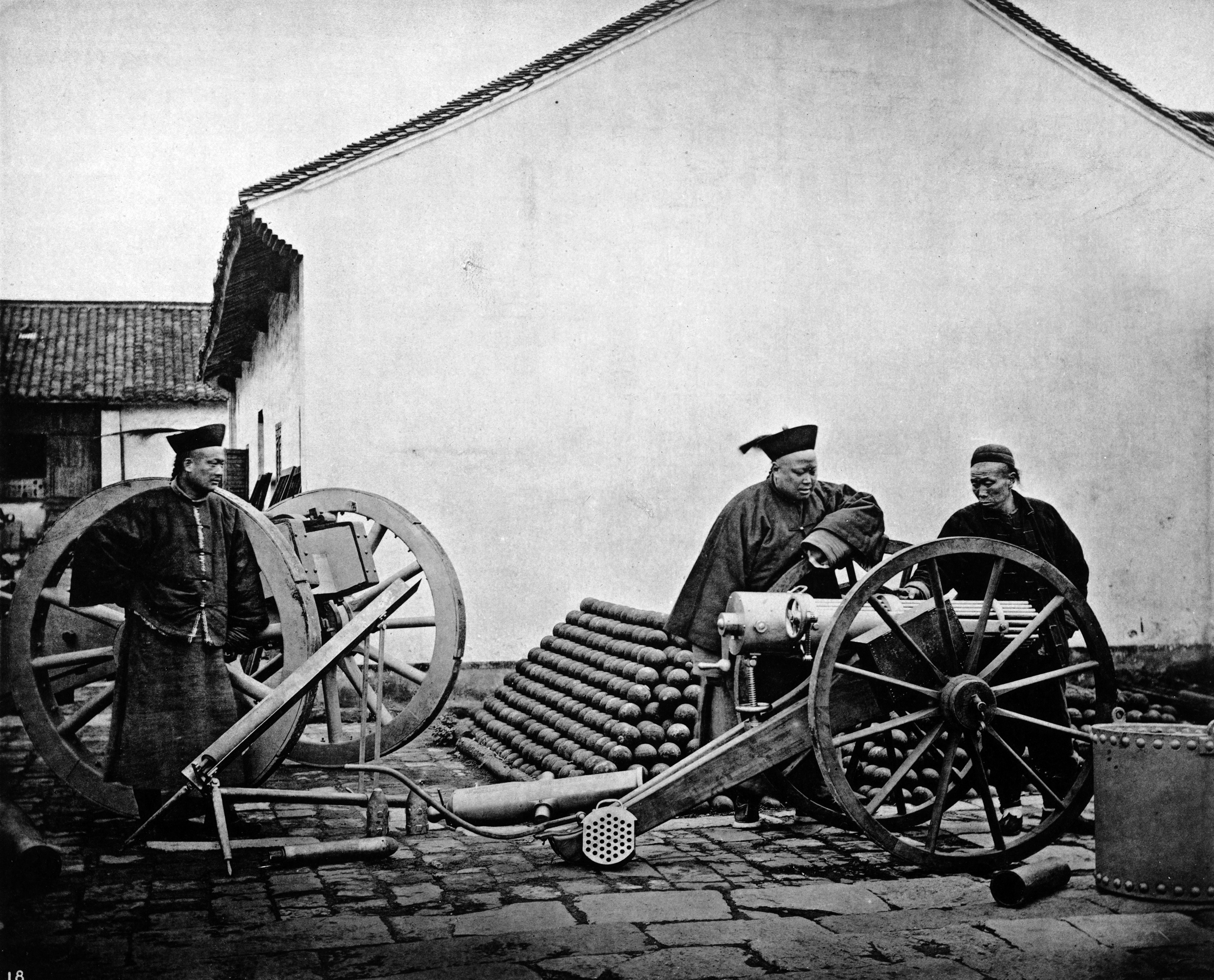
金陵机器制造局拍摄的蒙蒂尼机枪

义和团的失败对保守派打击很大，而《辛丑条约》更加深了民族危机。为挽救危局，清政府决定实施改革，即“清末新政”。军事上的改革是新政的重点。甲午战后，北洋大臣袁世凯在华北组建了“新建陆军”，两江总督张之洞在南方组建了“自强军”，但清政府却没有给予足够的重视。这时，这种西式部队被证明是非常有用，且值得推广的。清廷在1904年公布了建立由36个镇组成的常备军的计划，而原有的绿营部队在1901年即开始裁减，到1906年改编为巡营（在1907年改称为巡防营）。这些部队在平时维持治安，战时则作为辅助部队。同时，政府取消了旧式武举，而在各省建立武备学堂，以培养新式军官。

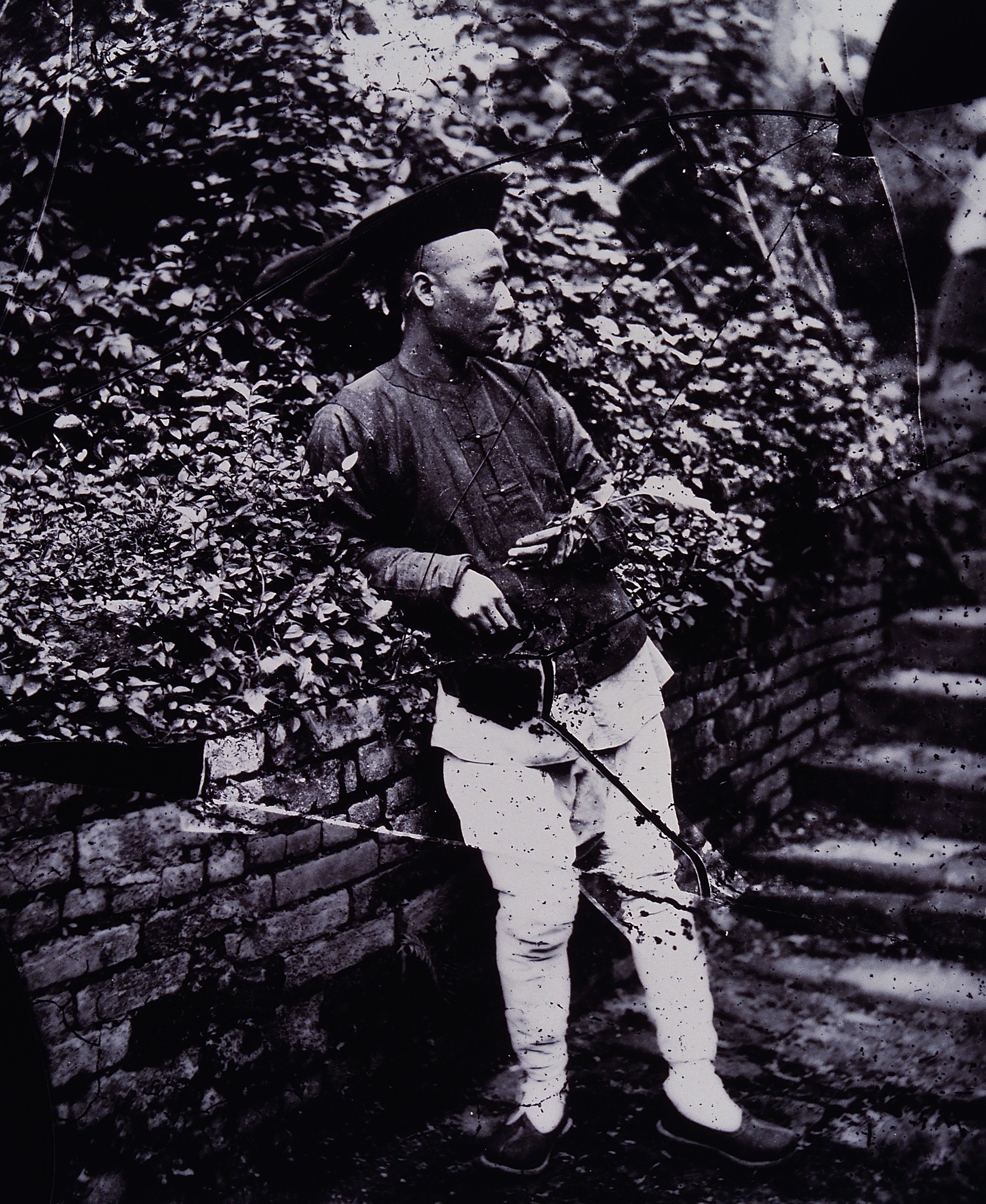
1870年间广州的驻防八旗

另一个措施是加强海军和建立参谋机制。北洋水师的丧失本是海军建设的一大挫折，经庚子一役，诸海军基地又相继丧失，清帝国已无海防可言。1909年，清政府决定成立海军处，并将残余的水师战舰统一重编成巡洋和长江两舰队。又在1910年改海军处为海军部，力图重振海军。参谋机制上，在1907年即仿照西制成立了参谋部门军咨处，隶属陆军部之下。为了把军事管理和指挥分开，1911年年决定把它升格为独立于陆军部外的军咨府。但清帝国没来得及看到这些改革的成效就寿终正寝了。
负责军事改革的中央机构是1903年成立的练兵处，它在1906年被并入新立的陆军部，其尚书和左右侍郎都是满人。清廷还试图削弱地方督抚的权力，1907年，拥有广泛权力的袁世凯和张之洞就在明升暗调中被剥夺了军权。1908年后执掌大权的摄政王载沣（醇亲王二世）决定进一步加强对军队的控制，在1909年的一道上谕中，他宣布自己（代表年幼的皇帝）对军队行使最高统帅权，他还把自己的兄弟任命为海军处和军咨府的管理大臣。。
到清帝国灭亡前夕，其陆军可以号称100万，但大概只有60万战斗人员，其中只有17.5万人是现代化的新军。可以看出，改革并没有起到其预想的效果。一个原因是财政上的困难，庚子拳乱后，清政府已经无法在军事上投入多少费用了。而地方督抚也因清政府试图削弱他们的权力而反对改革。保守的满洲官僚更不可能支持改革，比如陆军部尚书满人铁良，他在1910年辞掉了这个职务。事实还证明，清政府不可能建立起一支既强大又忠于清帝的军队，加强对各地军事控制的努力也失败了。各支部队是不统一的，装备和素质都不同。直隶的北洋陆军很长时间里都被认为是忠君的，而南方的新军则相对地倾向于革命。尽管清王朝试图建立一支维护其政权的部队，但它恰恰是被新军推翻的，而在1917年企图恢复帝制的张勋的部队，却也是新军的一支。
与军事改革一样，清政府在其它领域的改革也陷入了泥潭。新政不仅要引进西方的经济和军事体制，更重要的是建立起西方的立宪政体。但宪政改革却是不得人心的，革命派把立宪改革当成是掩盖清政府专制的装饰品，立宪派也对清廷关于改革的遥遥无期的许诺失去了信心，反满的情绪遍布于各地，各种革命团体也纷纷建立起来。小的起义和民众运动接连不断，大的革命则在酝酿之中。1911年10月10日，驻汉口的湖北新军发生兵变——这支部队中的许多人之前就被革命派争取过来，尽管缺乏配合，但革命活动仍在几个月内袭卷全国。拥护清朝的巡防营和八旗衰弱到已无力镇压革命，清廷指望的北洋军队统帅袁世凯（起义爆发后他即被重新启用）也在和革命军和谈。最后，在得到袁世凯对于清朝宗室和旗人优待的承诺后，清皇室决定主动退位，于是，宣统皇帝在1912年2月12日颁布了退位诏书。清帝国宣告结束。
清末的改革留下了许多遗产，影响远及民国和中华人民共和国。清帝国崩溃前夕，全国已建立了近七十所新式军事教育机构，培养了大量的人才。后来成为国民党领导人的蒋中正是保定军校的学生；刘伯承、朱德分别在成都和昆明的武备学堂学习过，他们后来成为中华人民共和国元帅。
更为深远的影响在军人的地位上，经过改革，军人的社会地位提高了，成为一个强有力、有影响的集团。新式教育是促成这一变化的主要原因，在一般的新式军校中，学员不仅要学习军事知识，还被要求掌握一门外语和其它的基础科学知识。新军的士兵，尤其是南方的新军，都能读会写——这在旧式军队中是不敢想象的。教育带来的声望使得军人得到前所未有的尊重。此外，甲午战后，人们开始把军事建设当作是民族复兴的必要手段。在1906年的一道上谕中，朝廷公开提倡尚武精神，对国民的军事教训也发展起来。尽管这些措施的效果十分有限，但传统的重文轻武的思想还是逐渐淡化了。

## 军制

### 统帅
清帝是帝国军队理论上的统帅。1908年清政府公布的“宪法大纲”中宣称，“君上调遣全国军队，制定常备兵额，得以全权执行。凡一切军事，皆非议院所得干预”。武昌起义后清廷公布的“十九条”中，则改为“海陆军直接皇帝统率。但对内使用时，应依国会议决之特别条件，此外不得调遣”。
中央部院中，传统上由六部之一的兵部管理军事事宜，兵部分武选、车驾、职方、武库四司。另有太仆寺掌管牧马。雍正朝时，出于对西北用兵保密需要，在内廷中设军机房，选亲信左右筹办军需，后改称军机处。军机处本为处理军务之临时机构，但西北平定后并未裁减，权力反而进一步扩大，“军国大计，罔不总揽”，“盖隐然执政之府矣”，成为中央政府重要机关。
清末改革时成立有练兵处，后与兵部、太仆寺合并为陆军部。海军先由海军衙门（1885年）、海军处（1907）管理，最后于1910年（宣统二年）成立了海军部，始于陆军分离。1905年（光绪三十一年）年成立了巡警部，管理警政。参谋机制上，则有隶属陆军部之下的军咨处（1907年），其于1911年升格为独立于陆军部外的军咨府 。

### 编制
详细编制可见八旗制度、绿营、新军等条目。
太平天国以前，清朝正规军由八旗军和绿营军组成。满汉蒙八旗共有24支部队。有京师的中央禁卫军和地方驻扎军之分。地方驻防军中，又以畿辅和满洲故土驻军最多。八旗总兵力达三十万人。，有防区二十处。绿营军也分驻各地，但人数远多于八旗，乾隆嘉庆两朝即有八十余万，驻防地也更多。
八旗军由每300人的佐构成。绿营军的基本单位则是标，每标的大小不尽相同。为了防止官兵之间形成长期的私人关系而导致军事将领拥兵自重，八旗绿营的高级将领每三年至五年必须在各驻防地之间调防，而且不能在本省任职。作战时，则从各地调遣混合部队，这样便降低了战斗力，因为“兵不习将，将亦彼此不和”。
太平天国后，勇营成为清朝主要的防御力量。19世纪60年代末，这种部队统逾30万人。湘军在其解散前有13.2万人，相比之下李鸿章的淮军在1871年只有4.5万人。这支帝国最精锐的部队分驻在直隶、山西、湖北、江苏及陕西几个省。
勇营与旧式八旗、绿营相比最大的特点表现在它们的士兵、官兵之间紧密的个人联系上。如组建湘军时，是由营官自选哨长，哨长自选什长，什长则自己选定士兵。当变换营官时，该营的所属也都要更换。对私人关系的注重使得勇营取得了绿营所没有的聚合力。曾国藩对此大为称赞，他解释道“口粮虽出自公款，而丁勇感营官挑选之恩皆若受其私恩。平日既有恩谊相孚，临阵自能患难相顾。”
但亲密的个人关系也成为勇营的一个缺点。将领们会互相隐瞒他们的错误和缺点，或者推卸责任。而袍泽观念也使得部队成为个人而不是国家的部队，比如刘铭传的部队被称为“铭字营”，多刘家子弟，甚至独立成军，号称“铭军”。这就助长了贪污和不公平。另外，在对抗太平天国时，一些勇营常有掠夺城镇的行为。
清末新政时清政府筹办新军，新军的特点是摒弃了八旗绿营的世兵制和营勇的募兵制，而建立起现代的征兵制度。新军共36镇，每镇12500人，总数将有45万人。这45万人即是常备军，服役三年。服役完后继续接受两次约三年的训练，成为续备军和后备军，后备军服役四年后，其士兵才能退役。新军的征召是较严格的，理论上讲，只有20-25岁、身体健康、在本地居住或有家的人才有资格当兵，而有鸦片瘾或屡次触犯刑律的人则一概不准入伍。。当然，实际上这些规定并没有被严格地遵守：许多解散的绿营、勇营和农村的乡勇都加入了新军。
全国拟定置备的三十二镇分配如下：
- 四镇：京师和近畿；
- 三镇：四川；
- 二镇：直隶、江苏、湖北、广东、云南、甘肃；
- 一镇：山东、安徽、江西、河南、湖南、浙江、福建、广西、贵州、山西、陕西、新疆、热河、奉天、吉林、黑龙江。

### 品阶与军衔
清朝沿袭宋元明的散官（阶官）制度以定官员品位，乾隆朝时武官官阶如下：
| 名称       | 品阶   |
| ---------- | ------ |
| 建威将军   | 正一品 |
| 振威将军   | 从一品 |
| 武显将军   | 正二品 |
| 武功将军   | 从二品 |
| 武义都尉   | 正三品 |
| 武翼都尉   | 从三品 |
| 昭武都尉   | 正四品 |
| 宣武都尉   | 从四品 |
| 武德骑尉   | 正五品 |
| 武德佐骑尉 | 从五品 |
| 武略骑尉   | 正六品 |
| 武略佐骑尉 | 从六品 |
| 武信骑尉   | 正七品 |
| 武信佐骑尉 | 从七品 |
| 奋武校尉   | 正八品 |
| 奋武佐校尉 | 从八品 |
| 修武校尉   | 正九品 |
| 修武佐校尉 | 从九品 |

清代八旗军统帅称都统（满语称固山额真[gusai ejen]），绿营统帅称提督，以下有总兵、副将、参将、游击、都司、守备、千总及百总等军衔。水师军衔与绿营一致。
晚清时，绿营军衔也授予给非绿营的成员。太平天国后，勇营兴起，这些地方部队的将领许多都有绿营军衔，以表示它们是帝国正规军的一部分。值得注意的是，在太平军战争中有功的一些外国人也被授予绿营军衔：常胜军的两位统帅华尔和戈登就分别有绿营的参将和提督的头衔，在清政府看来，它还说明欧美的属员是可以归清廷节制的。

## 武器装备

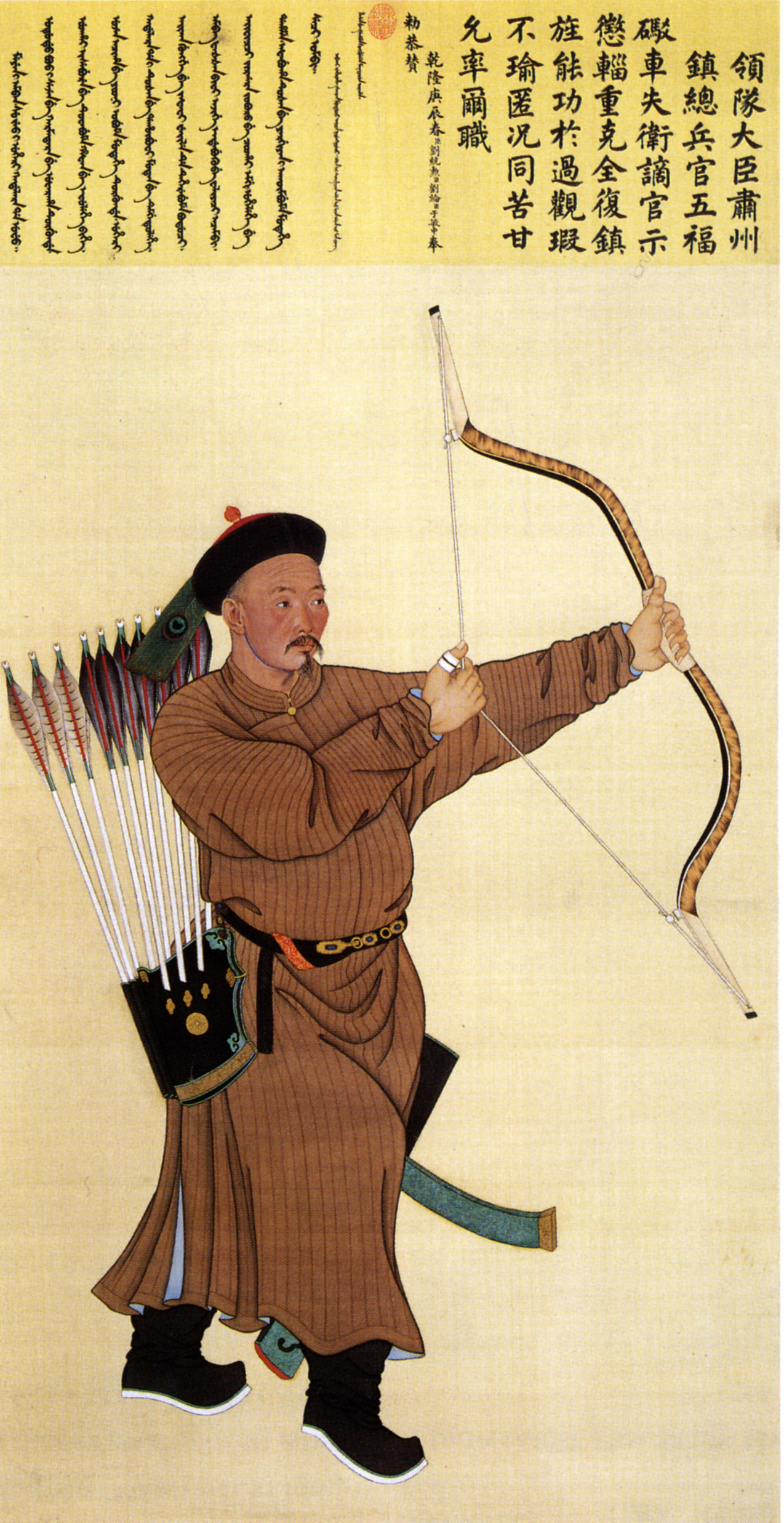
乾隆时一位总兵的肖像。

清朝军队所用装备纷繁复杂，仍是冷兵器与火器并用。八旗以骑兵为主，绿营以步兵辅之，武器名目杂多。雍正朝时，才议定以鸟枪、弓箭、大炮、藤牌为各省的标准兵器，四者之外的武器则依各省差异而装备。
- 冷兵器

在冷兵器中，弓箭在清朝军队中占很大地位，它是八旗骑兵的标准装备，雍正帝就称“自古以来，各种兵器能如我朝之箭矢者，断未之有也”，按罗尔纲所述，弓木用榆木、或欇木、或削竹制造；矢有战阵用的鈚箭（又叫梅鍼箭），校阅用的骲箭（又叫响箭），围猎用的哨箭；撒袋（盛装弓箭之物）则按军阶不同分为数种。
- 热兵器

火枪在清代被称为鸟枪，是一种前装滑膛火绳枪，燧发枪尽管已被制造却只装备八旗。据史载，清代鸟枪以铁制成，射程约100米，每分钟1-2发，与明代无异。火炮方面，清初有威远炮、子母炮两种，晚清道光后以劈山炮、抬枪代之，以为制胜利器。其中威远炮、劈山炮、抬枪为前膛，子母炮为后膛，因体长过中，需人抬于架上施放，故名“抬枪”。小型的火器则有火绳枪、燧发枪、火球、火箭等。
在满洲兴起时，其军队即已装备火器。在宁远、宁锦两战之中明军使用红夷大炮的威力之巨给了后金军队以深刻印象。皇太极时，乃大力发展火器，建立起火器部队——“乌真超哈”（满语音译，汉语意为“重兵”，即装备火器的重装步兵）。火器的使用令清朝军事力量大为改观，在对明战争中作用巨大。统一全国后，清朝还在西方传教士的帮助下改进火器。其中最有名的就是北京故宫所藏武成永固大将军炮。
康熙時期火器专家戴梓发明连珠铳，一次装填之后能贮存弹丸28发，被后人称为“世界上第一种机关枪”，但却没有被普及，戴梓本人更被流放盛京，其发明“器藏于家”，逐渐失传。原因据说是被一个梦给吓怕了。有一天晚上睡觉的时候，戴梓做了一个奇怪的梦，梦中人斥责他说，上天有好生之德，你如果将此器献上使其“流布人间”，你的子孙后代将没有活人了。。
然而根據研究指出，戴梓所製造的连珠火铣（戴铣）是一种单发枪，而不是一種自动武器，戴梓曾奉康熙帝之命，仿制过外国使臣进献的“蟠肠鸟枪”和“冲天炮”，學者推测戴铣很可能是仿照在康熙初年昂里哑国（英吉利国）进献的昂里哑国枪而制成，亦认为戴铣在构造上和昂里哑国枪一样，唯一不同之處是戴铣弹仓較长。这种枪是为了达到连续射击的目的，因此被称为「连珠」，但从构造原理来看，他们与机枪是根本不同的两回事，实际上是一种具有连发功能的击发枪，而且这种火器成本高，实战作用低，最终只能沦落为皇帝的玩物。
雍正四年时，“以满洲夙重骑射，不可专习鸟枪而废弓矢，有马上枪箭熟习者，勉以优等，重新强调刀枪弓箭的作用。然而，雍正七年，皇帝接到绿营士兵在练习中放空枪的报告，通令绿营必须实弹练习。雍正十二年，皇帝规定八旗骑兵必须练习使用火枪，每年春秋各操练四十五日，共九十天。乾隆时，更谕令各省督抚“不动声色，将鸟枪改为弓箭”，然原文前一句是，鸟枪一项。原系制胜要器。而民间断不宜演习多藏。即如山东逆匪王伦聚众之事。幸群贼不谙放枪。易于剿灭。此显而易见者。前因民壮内有鸟枪手。恐日久或致滋事。
实际清朝軍隊的火器裝備率很高，直到兩次鴉片戰爭期間和太平天國戰爭初期，清軍的主要火器是鳥槍和各種生鐵、青銅鑄造的火砲，在道光、咸豐年間又裝備了兩人抬用的抬炮和抬槍，清朝軍隊火器的裝備率達到60-70％。清军鸟枪运用的标准战术被称为“九进十连环”，这显然是一种依次开火形成持续火力的战术。
- 制造

清代武器的制造，有中央和地方两种。清初,中央方面由兵部定式，工部制造，故《康熙朝大清会典》称：“军器造作，职隶工部”；地方则需督抚提请兵部批准始得制造，并在钱粮报销等方面有种种严格的规定。
同时，清政府还对火器的使用采取严格的限制。康熙时曾下谕规定子母炮为八旗专用，不准绿营制造，然原文却是，寻议、子母炮原系内制。不便通给外省。前议准行。实臣等错误。今议盛京、宁古塔、近海。黑龙江、与鄂罗斯接壤。三处仍照前设立子母炮一百位。此外各省旧存子母炮、及捐造者。悉令查明送部。至炮位系军中必需之器。查各省每兵一千名、设立威远炮四位。子母炮六位。嘉庆时，规定平时把火器存放于各地兵库内，战时才分发给士兵。绿营的拔官制度也压抑了火器兵，绿营“考拔人才，首重弓马”，例由弓兵步兵选马兵，由马兵选军官。而火器兵“终生一饷，上进无阶”，导致“兵皆弓箭，鸟枪兵多庸陋”。

## 边防

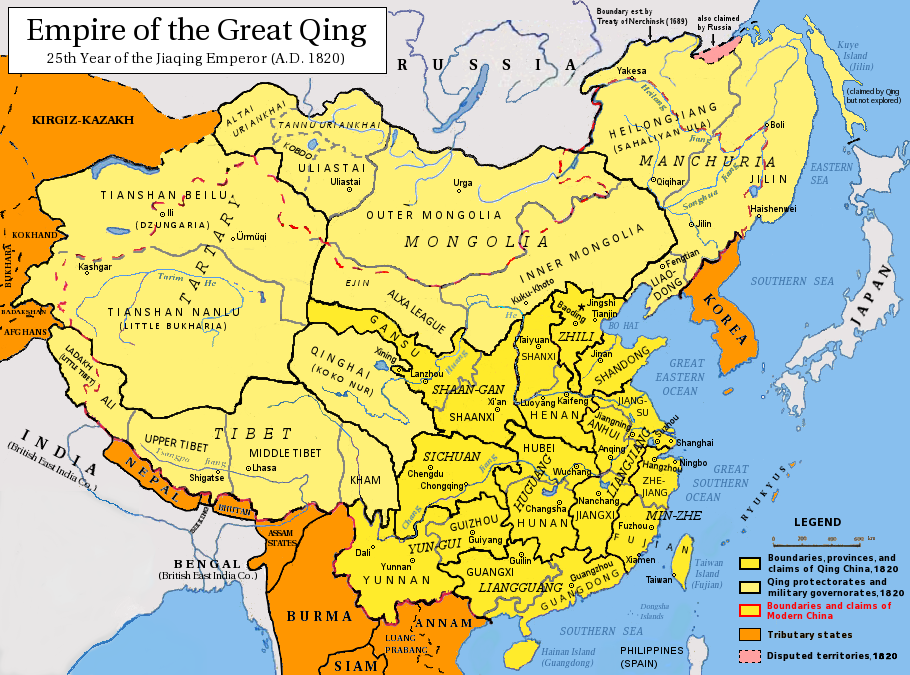
1820年的清朝版图

清朝极盛时疆域有1300万平方公里，幅员广大。边防也因各地环境差异而不尽相同。
- 东北

被外国人称为“满洲”的这一地区作为清王朝的“龙兴之地”，其行政军事有别于内地各省。清政府在奉天、吉林和黑龙江设置将军统理军政，这三位将军都只能由满蒙的旗人担任。
尽管绿营是清帝国主要的防御力量，但这一地区的防御依靠八旗军而不是绿营，清初时有八旗驻军三万五千人，仅次于内地诸省。作为重要的后备军力，这些旗兵腐化的程度也比较低。除了原有的驻防军外（始于顺治帝时），清政府还按八旗旧制，把北部、西部边境上的诸部落编为新旗，归吉林和黑龙江将军指挥。
鸦片战争以后，清王朝内忧外患不断，大量旗兵调入关内作战，导致东北防御空虚，以致外国旅行家发现重要的边防重镇瑷珲“有容纳几千名士兵的造的很好的营房，但没有看到一名士兵——甚至岗亭也是空的”。当俄国东西伯利亚总督穆拉维约夫伯爵派遣远征军沿黑龙江而下时，清政府除了掩盖事实外别无它法。这种虚张声势的防御当然无法阻挡1860年俄国吞并黑龙江以北、乌苏里以东的广阔领土。
- 蒙古

清朝在内蒙和外蒙都驻有军队，其中后者统归乌里雅苏台将军管辖。蒙古与东北一样都是重要的后备兵源，早些时候曾通过所谓的“九白之贡”向清朝提供马匹，并为帝国军队提供骑兵。一些内蒙古的王公们还参加了19世纪时晚清的内外战争。
- 西藏

西藏作为清帝国的内藩，拥有独立的武装。而驻藏大臣仅统帅一支由旗人组成的规模较小的部队。西藏本土甚至远至青海、康区的防务事实上都由拉萨负责。当然，在受到外部威胁时，拉萨的军队是不够的，便往往需要清廷派遣远征军。
最大的威胁来自印度的英国人。早在1792年对尼泊尔用兵时，中国远征军就发现了英国人在尼泊尔军队中活动的迹象。19世纪后，英国的扩张加快，而清朝的军事存在却下降了。清朝驻军士气低落，薪饷不足，1801年驻藏大臣不得不向拉萨当局借款以供军需。1815年，当财政问题无法解决时，驻军只能削减军火，减少训练。
1814-1816年，英国击败了清朝的朝贡国尼泊尔，1817年又开始粗暴地干涉西藏属邦锡金的内政（只到1862年它才成为英国的保护国）。清朝反应十分消极。尼泊尔人多次向清朝求援，但都被拒绝了。清朝军事的衰弱和消极的态度使得拉萨几乎不可能指望清廷的保护，它只能自己保护自己。面对1841年查谟（Jammu）的多格拉人和1855年尼泊尔人的入侵，西藏军队事实上是在没有清军帮助的情况下击退了入侵者（当时清朝正陷入第一次鸦片战争和太平天国战争中），并与之独立地签定了条约。
最终保护西藏的并非清帝国的强大而是英国的妥协。1906年英国与清政府签订《中英续订藏印条约》，英国承诺不干涉西藏内政，不侵占西藏领土。
- 新疆

18世纪50年代，乾隆皇帝的军队征服了天山南北，确立起了清朝的统治。1884年以前，对于这块人种、宗教复杂的领土，采取了与内地不同的行政军事制度。清朝把伊犁作为这一地区的行政中心，置将军于此，统帅全疆军队。此外，还在迪化（乌鲁木齐）设置都统，在塔尔巴哈台（塔城）、喀什噶尔设参赞大臣以协助伊犁将军。清初驻军总数约1.5万人，后维持在1万至2.3万人之间。
在这块特殊的地区，驻军的组成也较为复杂。新疆的驻军主要是旗人，也有不属于八旗的蒙古人，降清的厄鲁特残部，陕甘的绿营军，清政府亦在当地征召佣兵，比如在喀什噶尔就有一小支穆斯林佣兵。与清朝的班兵制惯例不同，这些驻军大部分都是作为无限期的占领军携家眷而来，并不于各地调防（但南疆的部队是从新疆其它地方调集的），实际上是留驻新疆的移民。为了节省军需费用，清朝还在各地兴建兵屯（主要在准噶尔）。
在很长一段时间里，新疆都是清帝国最动荡的一个地区。频繁的回乱让戍军损失惨重。当地居民的敌意和外国的干涉是造成这一结果的主要原因，从17世纪末起，富有侵略性的浩罕出于商业利益，积极地支持新疆境内的“圣战”活动，其中最为著名的即是1820-1828年张格尔的入侵。浩罕本身也派出小股部队骚扰清朝边境。尽管清政府最终作出了让步，在1832年委婉地承认其商业特权，但这并没有阻止之后的侵略。太平天国后，回乱进一步恶化，在阿古柏之乱后的1868年，驻新疆的八旗军只剩下150余人。这样，清政府便只能依靠左宗棠的楚勇来收复新疆了。

## 清朝間的武裝起事
據統計，整個清朝期間，武裝起事曾多次發生，其中規模較大的有：
- 1646—1683 南明與台灣明鄭
- 1673—1681 三藩之亂
- 1796—1805 川楚白蓮教
- 1851—1864 太平天國
- 1852—1868 捻軍
- 1898—1901 義和團
- 1895—1911 興中會/同盟會

這些起事的原因有多方面，如南明殘餘勢力的抵抗，武裝割據（台灣鄭氏）或明朝降將的反叛（三藩之亂、李成棟堅守廣州）以及清末反滿革命力量的發展（興中會/同盟會）。而白蓮教和太平天國等起事原因，有認為是農民反抗清廷腐敗剝削的，也有認為是邪教的。
另外雲南、陝西、甘肅、新疆等地的穆斯林也多次發生民變或起事，如陝甘回變。這些基本上以西北部，西南部少數民族為主，雖然波及不如上面那麼大，但是許多都持續了十幾年。與清初江南抵抗不同，此時清廷保護漢族民眾免於受害獲普遍支持。
其中規模最大的太平天國，歷時十餘年，波及大半個中國。連年戰亂造成平民死傷慘重，國民經濟遭到嚴重破壞。但1949年後中華人民共和國官方一向認為是農民起義而基本肯定，同樣得到肯定的包括其餘大部分起事。實際上早在20世紀初，中華民國領袖孫中山就曾表示太平天國「只知有民族，不知有民權；只知有君主，不知有民主。即使成功了，也不過是歷史上的又一個封建王朝而已」，根本不值得傚法。民國的主流學術界對太平天國也持否定態度。而當時的江南民眾普遍支持曾國藩、李鴻章組建漢族民間武裝予以平叛。

## 註解
1. ↑  唯一例外的就是乾隆年間，大量漢軍八旗出旗為民
2. ↑  也有少量因成為皇后、或妃子受寵而家族被抬旗的例子
3. ↑  如湖南的严如煜，写有《海防辑要》
4. ↑  1863年，阿克苏、英吉沙尔、和田被各地叛军攻陷；喀尔噶什和乌鲁木齐在次年沦陷，同时叛军包围了新疆的首府伊犁，使其在1866年沦陷。
5. ↑  俄国占领伊犁是有据可依的，当1864年叛军包围伊犁时，伊犁将军明绪曾向俄国西伯利亚总督求援。
6. ↑  就中日开战而言，德国总参谋部认为日本不可能取胜；在路透社的一篇访问中，李鸿章的海军顾问琅威理则预言日本必败。
7. ↑  即通常所说的义和拳，外国人则用Boxers来称呼义和拳。而义和团的名字是1899年任山东巡抚的毓贤改的，以让他们看起来像是官方支持的团练。
8. ↑  旅大割于俄国，威海卫、胶澳分别租借与英德两国（皆为1898年之事），《辛丑条约》则要求拆毁大沽等沿海的炮台。
9. ↑  该年光绪皇帝薨，年幼的宣统帝继位，其生父载沣成为摄政王。
10. ↑  罗尔纲将绿营兵器分为十大类，名目九十余种。
11. ↑  清太宗实录所记：“至红衣大炮，我国创制后携载攻城自此始（指大凌河之役）……成厥功者，皆因上创红夷大将军故也。自此，凡遇行军，必携红衣大将军炮”。按西方传教士卫匡国记载，在与南明的战争中，诸如杭州、金华、建宁、广州等坚城，都是被（红夷）大炮所轰开。
12. ↑  如南怀仁在1647年－1689年间就为清政府改进并制造了566门火炮。
13. ↑  比如土默特的王公旺钦巴拉参加过鸦片战争，科尔沁的僧格林沁参加过对太平天国的战斗，对英法联军的战斗，并在与捻军的战斗中身亡。
14. ↑  青海由清廷任命的西宁办事大臣管理，康区东部属于四川省，归四川总督节制，但两地王公、头人都向拉萨进贡。
15. ↑  当时正访问清朝的英国马戛尔尼勋爵就被问及此事，由于通信的原因，勋爵并不知道此事，他也作了否定的答复。
16. ↑  除了实际的军事问题外，还有礼仪上的问题。在清朝看来，尼泊尔尽管向清朝进贡，却不是帝国的保护国。正如尼泊尔史料“Itihas Prakas”中记载的驻藏大臣对尼泊尔的答复中所说：“你们同英国打仗是在我们境外，我皇上不能发兵前往。”
17. ↑  《中英续订藏印条约》第二款称：“英国国家允不占并藏境及不干涉西藏一切政治。中国国家亦应允不准他外国干涉藏境及其一切内治。”（英文为“The Government of Great Britain engages not to annex Tibetan territory or to interfere in the administration of Tibet. The Government of China also undertakes not to permit any other foreign State to interfere with the territory or internal administration of Tibet.）。
18. ↑  伊犁原本就是准噶尔的首府，穆斯林称为固勒扎（Ghulja）。征服新疆后，清政府将原伊犁城称为宁远，于其西另建新城，称为惠远，作为将军衙门所在。
19. ↑  清政府在1832年委婉地承认浩罕的商业特权，包括在喀什噶尔、吐鲁番、阿克苏、英吉沙尔、叶尔羌和和田派驻具领事权的代表，（代表清政府）向外国货物收税。这些特权是1832年北京谈妥的，到1835年才被正式确认。但另一方面，由于早在1832年清政府就免除了克什米尔和巴达赫尚商人的关税，所以收税权事实上是不存在的。而之后的1835、1836、1847、1857年浩罕都有小规模的入侵，当然还有阿古柏的入侵
20. ↑   註:

### 引用
1. ↑  《清史稿·志一百十》。
2. ↑  《中华通史·第十卷》,第71页。
3. ↑  《中华通史·第十卷》，第57-58页。
4. ↑  《剑桥中国晚清史·上卷》，第133页。
5. ↑  《剑桥中国晚清史·上卷》，第134-136页。
6. 1 2  《剑桥中国晚清史·下卷》，第198页。
7. ↑  李鸿章：《李文忠公全集·朋僚函稿》。
8. ↑  《洋务运动》，第459-472、481-482、492-494页。
9. ↑  《绿营军制》，第72-73页。
10. ↑  《剑桥中国晚清史.1800-1911，下卷》，第200、201、204页。
11. ↑  . 北洋水师.   [2010-08-24]. （原始内容存档于2010-08-21）.
12. ↑  . 北洋水师.   [2010-08-19]. （原始内容存档于2010-07-06）.
13. ↑  . 北洋水师.   [2010-08-29]. （原始内容存档于2010-08-12）.
14. ↑  《剑桥中国晚清史·上卷》，第508页。
15. ↑  《剑桥中国晚清史·下卷》，第245页。
16. ↑  《剑桥中国晚清史.1800-1911，下卷》，第253页。
17. 1 2  . 中新网. 2010-08-23  [2010-08-24].[永久]
18. ↑  《剑桥中国晚清史·下卷》，第248-249页。
19. ↑  . 中新网. 2009-04-24  [2010-08-24]. （原始内容存档于2015-06-06）.
20. ↑  《中华通史·第十卷》，第74页。
21. ↑  《军事理论教程》，第9页。
22. ↑  . 中国军舰博物馆.   [2010-08-29]. （原始内容存档于2008-12-12）.
23. 1 2  《晚清民国史》，第152页。
24. ↑  《剑桥中国晚清史·下卷》，第378-379页。
25. ↑  《剑桥中国晚清史·下卷》，第534页。
26. ↑  《剑桥中国晚清史·下卷》，第536页。
27. ↑  《剑桥中国晚清史·下卷》，第533页。
28. ↑  《钦定宪法大纲》，第六条。
29. ↑  《宪法重大信条十九条》，第十条。
30. ↑  《中华通史·第十卷》，第12、20页。
31. ↑  《清史稿·表十六》
32. ↑  《清史稿·本纪二十五》。
33. ↑  《清史稿·志九十四》
34. 1 2 3  《中华通史·第十卷》,第56页。
35. ↑  《剑桥中国晚清史·下卷》，第199页。
36. ↑  . 北洋水师.   [2010-09-05]. （原始内容存档于2011-01-09）.
37. ↑  《剑桥中国晚清史·下卷》，第280页。
38. ↑  曾国藩：《曾文正公全集·奏稿》卷28，第18-19页。
39. ↑  . 新华网安徽频道. 2009-03-26  [2010-08-16]. （原始内容存档于2014-09-04）.
40. ↑  《军事理论教程》，第7页。
41. ↑  《剑桥中国晚清史·下卷》，第377-378页。
42. ↑  《中华通史·第十卷》,第67-68页。
43. ↑  《中华通史·第十卷》,第23-24页。
44. ↑  《绿营兵志》，第379、381页。
45. 1 2 3 4  范传南. 弓马骑射笼罩下的清朝代火器——清代火器发展及使用情况述论.乐山师范学院学报. 2008年8月，第23卷，第八期
46. 1 2  《绿营兵志》，第377页。
47. ↑  《清史》，第157页。
48. ↑  . 人民网. 2006-04-01  [2010-09-05]. （原始内容存档于2020-03-28）.
49. ↑  《自然科学史硏究》（第12卷），科学出版社，1993年
50. ↑  《清史稿·志一百十四》
51. ↑  澄清历史：谁说清朝军队就是大刀长矛？
52. ↑  清实录·乾隆实录卷之一千四十四
53. ↑  邱捷. . 《社会科学研究》. 2012, (2).
54. ↑  澄清历史：谁说清朝军队就是大刀长矛？
55. ↑  《绿营兵志》，第385、386页。
56. ↑  清实录·雍正实录卷之五十六
57. ↑  《绿营兵志》，382-384页。
58. ↑  . 中国共产党新闻网. 2009-03-09  [2010-08-19]. （原始内容存档于2016-03-04）.
59. ↑  这应该是19世纪50年代后的情况。见Collins,P.M. Siberian fourney down Amur to the Pacific 1856-1857,ed. Charles Vevier. Madiso:University of Wisconsin Press.,1962.p.230。译文引自 《剑桥中国晚清史·上卷》，第334页。
60. ↑  《剑桥中国晚清史·上卷》，第97页。
61. ↑  《剑桥中国晚清史·上卷》，第56页。
62. ↑  . 2001-10-11  [2011-07-07]. （原始内容存档于2008-11-22）.
63. ↑  孙中山：《太平天國戰史‧序》
64. ↑   參: